# 无柄新乌檀
无柄新乌檀（学名：Neonauclea sessilifolia）为茜草科新乌檀属下的一个种。